# Ari Hjelm
Ari-Juhani Hjelm (* 24. Februar 1962 in Tampere), besser bekannt als Ari „Zico“ Hjelm, ist ein ehemaliger finnischer Fußballspieler und  Trainer.

## Karriere
Hjelm, der auf der Position des Stürmers spielte, startete seine Karriere in seiner Heimat bei Ilves Tampere. 1988 wechselte er nach Deutschland zum damaligen Bundesligisten Stuttgarter Kickers. Mit ihnen stieg er ab und spielte noch eine Saison in der zweiten Liga in Stuttgart. Anschließend wechselte er zurück zu Ilves Tampere, ehe er einen zweiten Anlauf in Deutschland wagte und beim Zweitligisten FC St. Pauli von November 1992 bis 1994 spielte. Danach ging er zu HJK Helsinki, für die er bis 1996 auflief.
Hjelm bestritt zudem 100 Länderspiele für Finnland. Damit hielt er den Landesrekord, ehe Jari Litmanen ihn 2006 überflügelte. Dieser löste Hjelm, der 20 Länderspieltore aufweisen kann, auch als Rekordtorschütze des Verbandes ab. Da die FIFA Länderspieleinsätze bei den Olympischen Spielen seit 1999 nicht mehr als A-Länderspiele wertet, wird Hjelm allerdings in offiziellen Statistiken nur noch mit 93 Länderspielen und 18 Toren geführt.
Hjelm wurde 1987 zum Fußballer des Jahres in Finnland gewählt. Nach Beendigung seiner Karriere ernannte man ihn zudem zum Ehrenspielführer der finnischen Nationalmannschaft.
Anschließend war er von 2001 bis 2010 Trainer von Tampere United und gewann dort drei finnische Meisterschaften sowie einmal den Pokal und den Ligacup.

## Erfolge

### Spieler
- Ehrenspielführer der finnischen Nationalmannschaft
- Finnischer Fußballer des Jahres: 1987
- Finnischer Meister: 1983
- Finnischer Pokal: 1990, 1996

### Trainer
- Finnischer Meister: 2001, 2006, 2007
- Finnischer Pokal: 2007
- Finnischer Ligapokal: 2009